# President del Txad
El president del Txad és el cap d'estat i cap de govern de la República del Txad. Des de la independència del país l'any 1960 un total de sis persones ha ocupa el càrrec.

## Títols
- 1960–1962: Cap d'Estat
- 1962–1975: President de la República
- 1975: Cap del Consell Militar Suprem
- 1975–1978: Cap d'Estat
- 1978–1979: President de la República
- 1979: President del Consell Provisional d'Estat
- 1979: President del Govern de transició d'unitat nacional
- 1979: President del Comitè Administratiu Provisional
- 1979–1982: President del Govern de transició d'unitat nacional
- 1982: Cap del Consell de Comandament de les Forces Armades del Nord
- 1982: Cap del Consell d'Estat
- 1982–1990: President de la República
- 1990: President del Moviment de Salvació Patriòtica
- 1990–1991: President del Consell d'Estat
- 1991–2021: President de la República
- 2021–present: President del Consell Militar de Transició[3]

## Llegenda
Partits polítics
- Partit Progressista Txadià (PPT) / Moviment Nacional per a la Revolució Cultural i Social (MNRCS)
- Front d'Alliberament Nacional del Txad (FROLINAT)–Forces Armades del Poble (FAP)
- Moviment Popular per a l'Alliberament del Txad (MPLT)
- Forces Armades del Nord (FAN) / Unió Nacional per a la Independència i la Revolució (UNIR)
- Moviment de Salvació Patriòtica (MPS)

Altres facccions
- Forces Armades del Txad (FAT; 1960–79)

Status
- Cap d'Estat Interí

## Llista
| No. | Nom (Naix.–Mort)                 | Imatge | Anys            | Anys                        | Anys               | Elecció                       | Afiliació política | Afiliació política | Primer Ministre |
| No. | Nom (Naix.–Mort)                 | Imatge | Inici           | Fi                          | Temps en el càrrec | Elecció                       | Afiliació política | Afiliació política | Primer Ministre |
| --- | -------------------------------- | ------ | --------------- | --------------------------- | ------------------ | ----------------------------- | ------------------ | ------------------ | --- |
| 1   | François Tombalbaye (1918–1975)  |        | 11 agost 1960   | 13 abril 1975 (assassinat.) | 14 anys, 245 dies  | 1962 1969                     |                    | PPT / MNRCS        | Càrrec no existent |
| –   | Noël Milarew Odingar (1932–2007) |        | 13 abril 1975   | 15 abril 1975               | 0 anys, 2 dies     | –                             |                    | Militar            | Càrrec no existent |
| 2   | Félix Malloum (1932–2009)        |        | 15 abril 1975   | 23 març 1979 (dimitit.)     | 3 anys, 342 dies   | –                             |                    | Militar            | Habré |
| 3   | Goukouni Oueddei (1944–)         |        | 23 març 1979    | 29 abril 1979               | 0 anys, 37 dies    | –                             |                    | FROLINAT-FAP       | Vacant |
| 4   | Lol Mahamat Choua (1939–2019)    |        | 29 abril 1979   | 3 setembre 1979             | 0 anys, 127 dies   | –                             |                    | MPLT               | Vacant |
| (3) | Goukouni Oueddei (1944–)         |        | 3 setembre 1979 | 7 juny 1982 (deposat.)      | 2 anys, 277 dies   | –                             |                    | FROLINAT-FAP       | Ngardoum |
| 5   | Hissène Habré (1942–2021)        |        | 7 juny 1982     | 2 desembre 1990 (deposat.)  | 8 anys, 178 dies   | 1989 (referèndum)             |                    | FAN / UNIR         | Ngardoum |
| 6   | Idriss Déby (1952–2021)          |        | 2 desembre 1990 | 20 abril 2021               | 30 anys, 139 dies  | 1996 2001 2006 2011 2016 2021 |                    | MPS                | Bawoyeu Yodoyman Moungar Koumakoye Djimasta Ouaido Yamassoum Kabadi Faki Yoadimnadji Younousmi Koumakoye Abbas Nadingar Dadnadji Deubet Padacké |
| –   | Mahamat Déby (nascut 1984)       |        | 20 abril 2021   | present                     | 3 anys, 329 dies   | –                             |                    | Militar            | Padacké |